# Jan Naskręt
Jan Naskręt (ur. 25 marca 1935 w Więcborku) – działacz opozycji demokratycznej w PRL.

## Życiorys
Urodził się 25 marca 1935 w Więcborku. Jego ojcem był Szczepan Naskręt. Ukończył I Liceum Ogólnokształcące im. Adama Mickiewicza w Prudniku.
W czerwcu 1980 roku rozpoczął działalność antykomunistyczną. Został pierwszym przewodniczącym Komisji Terytorialnej przy Cechu Rzemiosł Różnych. Powołano go do Międzyzakładowej Komisji Związkowej „Solidarność” w Prudniku. Uczestniczył w marszach i strajkach w Częstochowie, Opolu, Wrocławiu i Inowrocławiu. W marcu 1982 został skazany przez Sąd Okręgowy w Opolu na 2 lata pozbawienia wolności w zawieszeniu na 4 lata oraz nadzór kuratora. W 1989 został przewodniczącym Komitetu Obywatelskiego Ziemi Prudnickiej „Solidarność”. Dostał pozwolenie od burmistrza Prudnika Jana Roszkowskiego na usunięcie Pomnika Wdzięczności Armii Czerwonej, który znajdował się na Placu Czerwonym.
W 2018 kandydował na radnego do Rady Miejskiej w Prudniku z Komitetu Wyborczego Prawo i Sprawiedliwość.

## Odznaczenia
- Złoty Krzyż Zasługi (2001)[1]
- Krzyż Wolności i Solidarności (29 lipca 2016)[3]
- Odznaka Honorowa Powiatu Prudnickiego (2017)[5]